# Michael Marai
Michael Marai (ur. 1948 na wyspie Muschu, zm. 3 listopada 2021) – papuański duchowny rzymskokatolicki, w latach 1989–1994 biskup Goroka.

## Życiorys
Święcenia kapłańskie przyjął 6 grudnia 1976. 25 października 1988 został prekonizowany biskupem Goroka. Sakrę biskupią otrzymał 23 lutego 1989. 15 listopada 1994 zrezygnował z urzędu.